# Eemslift Hendrika (schip, 2015)
De Eemslift Hendrika is een multipurpose-schip en werd in 2015 gebouwd bij een Poolse scheepswerf in Szczecin en heette toen Abis Esbjerg.
Het schip is gespecialiseerd in het vervoer van kleinere boten en wordt geëxploiteerd door de Nederlandse rederij Amasus Shipping, die het in 2017 van failliet bedrijf Abis overnam. In november 2017 werd de Eemslift Hendrika gebruikt om een replica van de 64,8 m lange onderzeeër van Malta naar La Rochelle te brengen voor het filmen van de serie "Das Boot". De replica van de onderzeeër werd in 1980 al gebruikt voor het filmen van de film "Das Boot".

## Incident 2015
In 2015 had het schip een aanvaring met een visserskotter voor de Nederlandse kust.

## Incident 2021

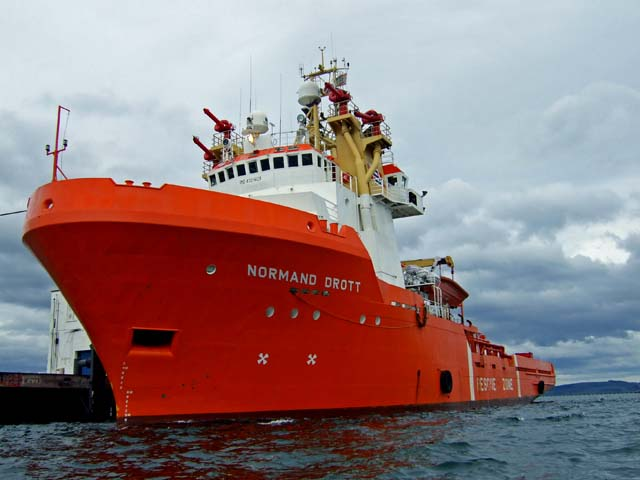
De Normand Drott voor

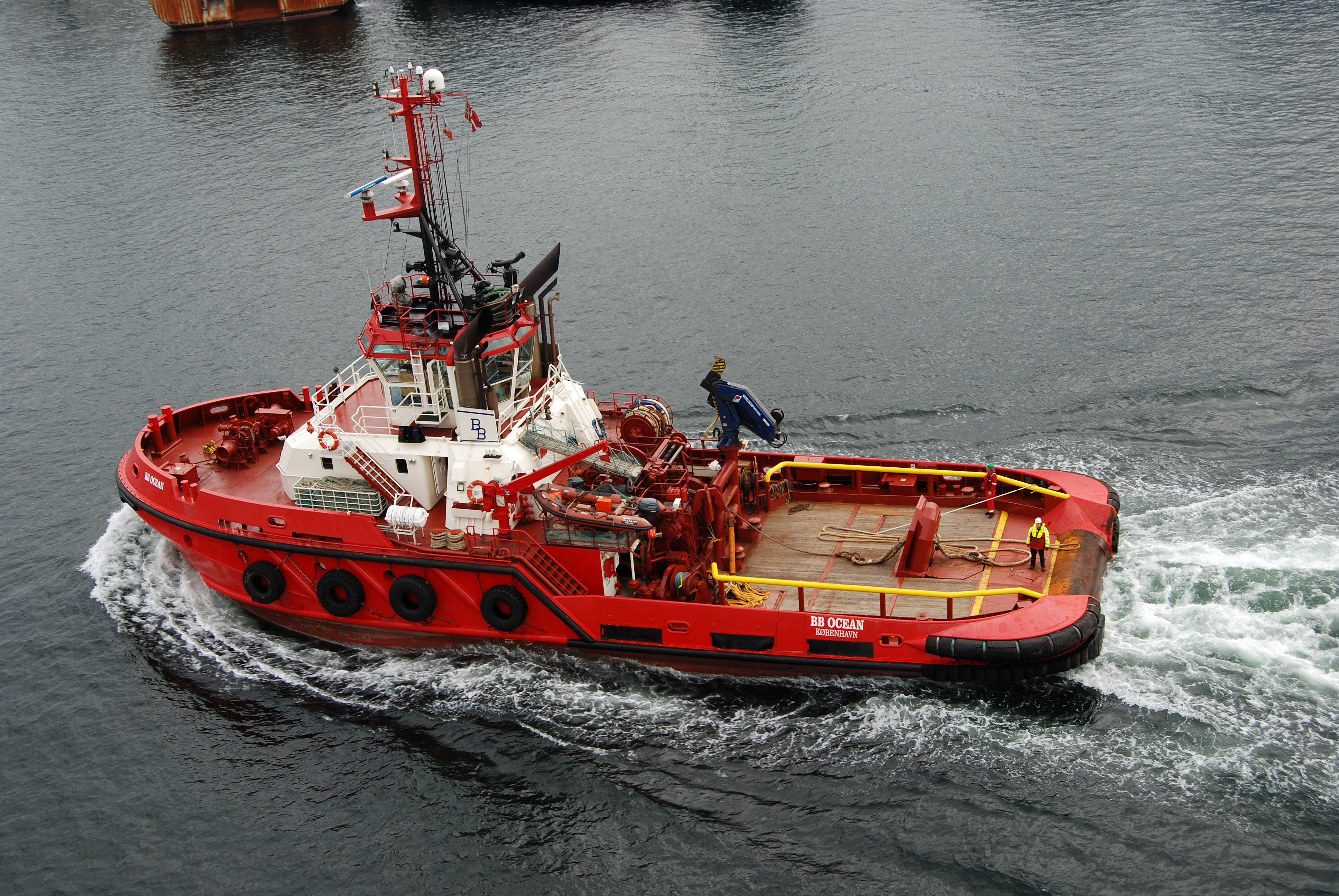
De BB Ocean achter

Het schip, onderweg vanuit het Duitse Bremerhaven naar de Noorse havenplaats Kolvereid, had een deklading kleine vaartuigen en in het ruim zes zware machines (thrusters) en een Catamaran. Het kwam op 5 april 2021 voor de Noorse kust ten noordwesten van Stadlandet in nood, doordat bij stormachtige wind uit het noorden met golven van 15 meter drie van de machines in het ruim waren losgebroken en meerdere ballasttanks hadden lekgestoten. Door vrij bewegend water in het ruim (FSM) maakte het daardoor slagzij. Ballasten was daarvoor niet voldoende en werd een noodoproep uitgezonden. Het schip maakt dan een slagzij van ongeveer 30°.
De bemanning heeft inmiddels overlevingspakken aangetrokken en acht bemanningsleden werden per helikopter van boord gehaald. De kapitein en drie bemanningsleden bleven aan boord om te proberen het schip te stabiliseren en uit de kust te houden. De situatie verbeterde echter niet en na het inschakelen van de automatische piloot moest de rest van bemanning per helikopter van boord gehaald worden. De takellijn kon niet veilig boven het schip worden gemanouvreerd, waardoor ze overboord moesten springen en uit zee moesten worden gehaald. Later viel ook de hoofdmotor uit en bleek het schip stuurloos geworden. Het schip dreef met een snelheid van 2 tot 4 knopen af op de Noorse kust. Een deel van de deklading viel overboord, dit was een nieuwe Noorse zalmvisser, de AQS Tor. (Die overigens bleef drijven en later kon worden opgepikt).
Besloten werd een bergingsteam van Smit Salvage met pompen per helikopter aan boord van het verlaten schip te brengen en het team was in staat rond 23.uur een sleepverbinding tot stand te brengen met twee sleepboten. De Normand Drott en de BB Ocean. Het werd naar Noorse havenstad Ålesund gesleept, waar het op 8 april 2021 veilig kon worden afgemeerd. De oorspronkelijke bemanning kon terug naar boord. Alle jachten zijn op hun plaats aan boord gebleven.